# 早良めぐみ
早良 めぐみ（さわら めぐみ、1978年12月19日- ）は日本の元女優、元ファッションモデル。石川県出身。旧芸名は永田 めぐみ（ながた めぐみ）。かつての所属事務所はFMG。

## 来歴・人物
十代の頃よりファッションモデルとして活動。また、テレビドラマ、映画、舞台で女優として活動。2005年、映画『ゲルマニウムの夜』に出演し、この作品より、製作総指揮の荒戸源次郎の命名で「早く良くなってめぐまれるように」との意味で「早良めぐみ」に改名。しかしこの作品を最後に女優を引退している。
身長160cm。趣味は散歩。

## 出演

### テレビドラマ
- 元禄繚乱 第31話（1999年1月-12月、NHK・大河ドラマ）
- あっとほーむ（2000年3月-6月、TBS系・愛の劇場） - 山口亮子役
- オードリー（2000年10月-2001年3月、NHK朝の連続テレビ小説） - 萩原（佐々木）晶子 役
- 救命救急センター1-4（2000-2002年、日本テレビ・火曜サスペンス劇場）
- 真夜中は別の顔（2002年4月-5月、NHK）
- ゆうれい、貸します（2003年6月-7月、NHK・金曜時代劇）
- 土曜ワイド劇場「タクシードライバーの推理日誌17・追跡する女乗客の秘密」（2003年7月、テレビ朝日） - 高橋香織 役
- 世にも奇妙な物語 秋の特別編「遠すぎた男」（2003年9月、フジテレビ） - 受付 役
- 相棒3 6話（2004年12月、テレビ朝日）
- 純情きらり（2006年4月-9月、NHK朝の連続テレビ小説）

### その他テレビ番組
- フィギュアの王国（大人の趣味と生活向上◆アクトオンTV） - 1999-2005年、レギュラーアシスタント

### 映画
- ロックンロールミシン（2002年、行定勲監督） - カオリ役
- くいにげ（2003年、菅井浩二監督） - 主演・マリコ役
- ヒナゴン（2005年、渡邊孝好監督）
- ゲルマニウムの夜（2005年、大森立嗣監督） - 教子役

### オリジナルビデオ
- Grasshoppa!1-4（2001-2003年） -「FROG RIVER」

### 舞台
- リメイン 〜時は残る、君の心に〜（2000年） - エミリ役
- 美しきものの伝説（2003年）
- Stay 〜ずっとこのまま〜（2004年）

### CM
- 小林製薬「アンメルツレディーナ」
- アシェット婦人画報社「週刊占い占星術大百科」
- コナミ プレイステーションソフト「ギターフリークス」
- コカ・コーラ「ハチみっつ」
- エイコウ商事